# Aspen (sø)
Aspen er en sø, hovedsageligt beluiggende i  Lerums kommun i Västra Götalands län i Sverige. En mindre del mod vest ligger i Partille kommun. Aspen ligger 13,6 m over havet og har sit udløb i Säveån ved Jonsered. Langs øens søndre bred løber jernbanelinjen Västra stambanans dobbeltspor.
57°46′N 12°14′Ø / 57.767°N 12.233°Ø